# Дизи, Франсуа Жозеф
Франсуа Жозеф Дизи (фр. François Joseph Dizi; 14 января 1780, Намюр — ок. 1840, Париж) — композитор и арфист-виртуоз. Усовершенствовал механизм арфы и изобрел перпендикулярную арфу.

## Биография
Сын скрипача из Динана, Франсуа-Жозеф Дизи получил уроки музыки у своего отца. Игре на арфе Дизи научился самостоятельно, поскольку в Намюре учителей арфы не было. В возрасте шестнадцати лет (1796) Дизи поехал в Лондон. Перед отправлением корабля неумевший плавать Дизи попытался спасти упавшего в воду моряка и потерял сознание. Тем временем корабль, на котором должен был путешествовать Дизи, отплыл, а с ним и багаж, арфа, деньги и рекомендательные письма. Немногих оставшихся у Дизи средств хватило только для того, чтобы добраться до Лондона, и первые несколько недель в Лондоне он провёл в нищете, пока он случайно не услышал звуки арфы. Дом, из которого доносилась музыка, принадлежал Себастьяну Эрару, известному мастеру по изготовлению арф и фортепиано. С помощью распознавшего талант молодого человека Эрара и Клементи у Дизи появились первые ученики, что стало началом блистательной карьеры, продлившейся тридцать лет, когда Дизи был первым арфистом театра «Ковент-Гарден». К этому периоду относятся выступления в Stationers' Hall: 5 мая 1803 года Анна-Мария Крумпхольц исполнила сонату Дизи для арфы; 16 марта 1807 года Дизи исполнил две сонаты для арфы со скрипкой и флейтой, написанные Федериго Фиорилло для Дизи и посвящённые ему; 18 июня 1807 года Дизи вместе с Иоганном Баптистом Крамером исполнил дуэт для арфы и фортепиано Фиорилло; 21 мая 1811 года была исполнена ещё одна соната самого Дизи. В 1820 году Дизи дирижировал в «Ковент Гардене» ансамблем из двенадцати арф.
В 1828 году Дизи уехал из Лондона в Париж, где стал учителем арфы французских принцесс, дочерей Луи-Филиппа. Кроме принцесс, среди учеников Дизи в разные годы были Каролин Чиннери (1791 — 1812) и Элиас Париш Алварс.
Дизи также сотрудничал с фортепианной фабрикой «Плейель» в попытке организовать фабрику по производству арф.
Дизи был другом Шопена и сопровождал его в поездке в Бельгию в конце июля — начале августа 1833 года.
Франсуа Жозеф Дизи скончался в Париже в 1840 году.

## Усовершенствование арфы
Дизи начал работать над усовершенствованием арфы уже во время пребывания в Лондоне. В 1813 — 1817 Дизи разработал «перпендикулярную арфу», струны которой расположены в середине инструмента и находятся в перпендикулярном к полу положении. Одна из немногих сохранившихся перпендикулярных арф находится сегодня в музее Виктории и Альберта в Лондоне. Перпендикулярная арфа оказалась неудобной и не получила распространения.
В Париже Дизи получил патент на усовершенствование арфы с педалями двойного действия, для которой написал ряд сонат, фантазий и романсов. Дизи перенёс функциональность правой педали на левую педаль, что с учётом большей подвижности левой ноги упростило технику исполнения. Кроме усовершенствования системы педалей, Дизи изменил систему крепления струн, что позволило создать более устойчивые полутона, «соответствующие фортепиано или любому другому инструменту». Дизи использовал такую, сделанную в сотрудничестве с фабрикой «Плейель», арфу для преподавания французским принцессам: когда 9 августа 1832 года любимая дочь Луи Филиппа, Луиза Мария вышла замуж за короля бельгийцев Леопольда I, она взяла свою арфу с собой в Брюссель, и таким образом её арфа находится сегодня в Брюссельском музее музыкальных инструментов, экспонат М629. В 1834 году две созданные Дизи арфы с педалями двойного действия были представлены фабрикой «Плейель» на восьмой национальной выставке французской промышленности.
В 1835 году Дизи, проживавший тогда в Париже по адресу ул. Каде, 9, также получил патент на новую систему фортепиано.

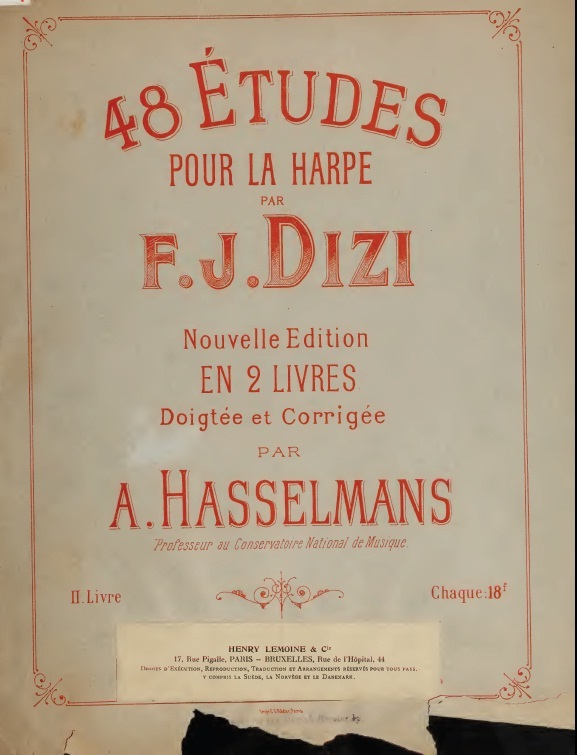
Заглавный лист 48 этюдов для арфы Ф. Ж. Дизи с исправлениями Альфонса Хассельманса, изд. Лемуан.

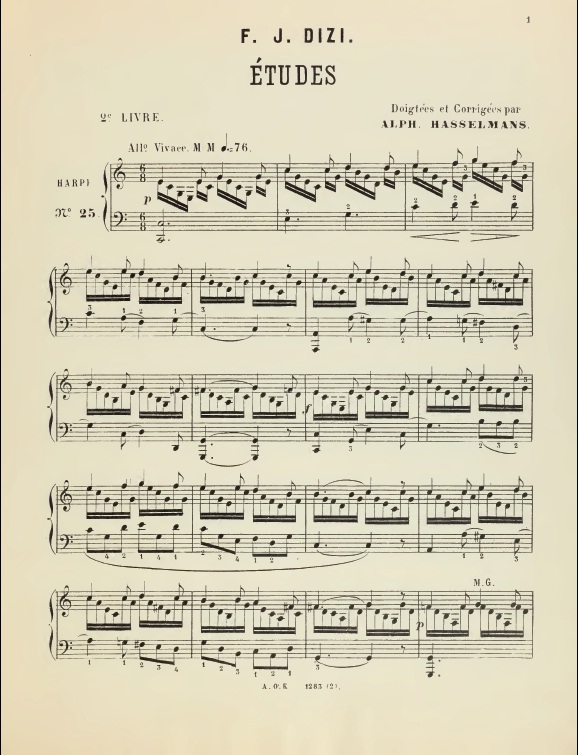
Фрагмент одного из 48 этюдов

## Анализ творчества
Цингель считает большую часть произведений Дизи интересными технически, но не музыкальными. С другой стороны, он указывает, что 48 сложных этюдов до сих пор используются при обучении игре на арфе. В то время как аналогичные упражнения уже существовали для фортепиано, ему впервые в литературе для арфы удалось организовать музыкальные фрагменты и звуки, характерные для арфы, в порядке, способствующем развитию навыка игры.

## Произведения
- Большая соната для арфы (изд. Дюран, Лондон; изд. Циммерманн, Лейпциг)[3]
- Три темы (изд. Жане, Париж)
- Танец шали для арфы[3]
- 48 этюдов для арфы (2 тома) — изд. Лемуан[15]
- Школа игры на арфе (изд. Чеппелл, Лондон 1827)[4]
- Доступная арфа, педагогический сборник[4]
- Двенадцать этюдов для арфы с двойным рядом педалей (изд. Плейель, Париж)
- Дуэт для арфы и фортепиано (изд. Чеппелл, Лондон)
- Введение и вариации на тему The yellow hair’d laddie для арфы и флейты (изд. Берчолл, Лондон)
- Введение и вариации на тему Benedetta sia la madre для арфы с сопровождением флейты ad libitum (изд. Берчолл, Лондон). Посвящено графу и графине Сант-Антонио.
- Toujours toujours, французская тема с вариациями для арфы (изд. Чеппелл, Лондон)
- Французские романсы, книги 1-3
- Les pensées d’amour, вариации для арфы и флейты (1807)
- Tazah b’Tazah, индийская тема с вариациями для арфы
- Le gentil hussard, венгерская тема с вариациями для арфы и флейты ad libitum (изд. Чеппелл, Лондон, 1820)
- Sul margine d’un rio тема с вариации для фортепиано и флейты (изд. Чимадор и Монцани, Лондон 1807)

### Переложения произведений других композиторов
- Иоганн Баптист Крамер Саксонская ария, (изд. Жане, Париж)
- Иоганн Себастьян Бах, Прелюдия из партиты № 3, переложение для двух арф
- Этьен Меуль, ария из оперы «Безумие» (изд. Берчолл, Лондон)
- Франческо Морлакки, Речитатив Notte tremenda из оперы Teobaldo ed Isolina (изд. Ф. Т. Латур, Лондон)
- Джованни Паизиелло, ария Quant e piu bella из оперы La molinarella с вариациями для арфы (изд. Берчолл, Лондон 1805)
- Иосиф Вёльфль, «Танец шали» с вариациями для арфы, из балета оперы La belle laitière (изд. Жане, Париж — Берчолл, Лондон)
- Иосиф Вёльфль, па-де-де для флейты и арфы из балета «Альзира»

### Произведения, посвящённые Дизи
- Иосиф Вёльфль, Дуэт для арфы и фортепиано, опус 37, 1805.
- Федериго Фиорилло , Две сонаты для арфы со скрипкой и флейтой, опус 36, 1807[5].